# 5174 Okugi
5174 Okugi eller 1988 HF är en asteroid i huvudbältet som upptäcktes 16 april 1988 av de båda japanska astronomerna Kazuro Watanabe och Masayuki Yanai vid Kitami-observatoriet. Den är uppkallad efter japanen Shin Okugi.
Asteroiden har en diameter på ungefär 5 kilometer och den tillhör asteroidgruppen Innes.